# Fuerza Aérea Expedicionaria Mexicana

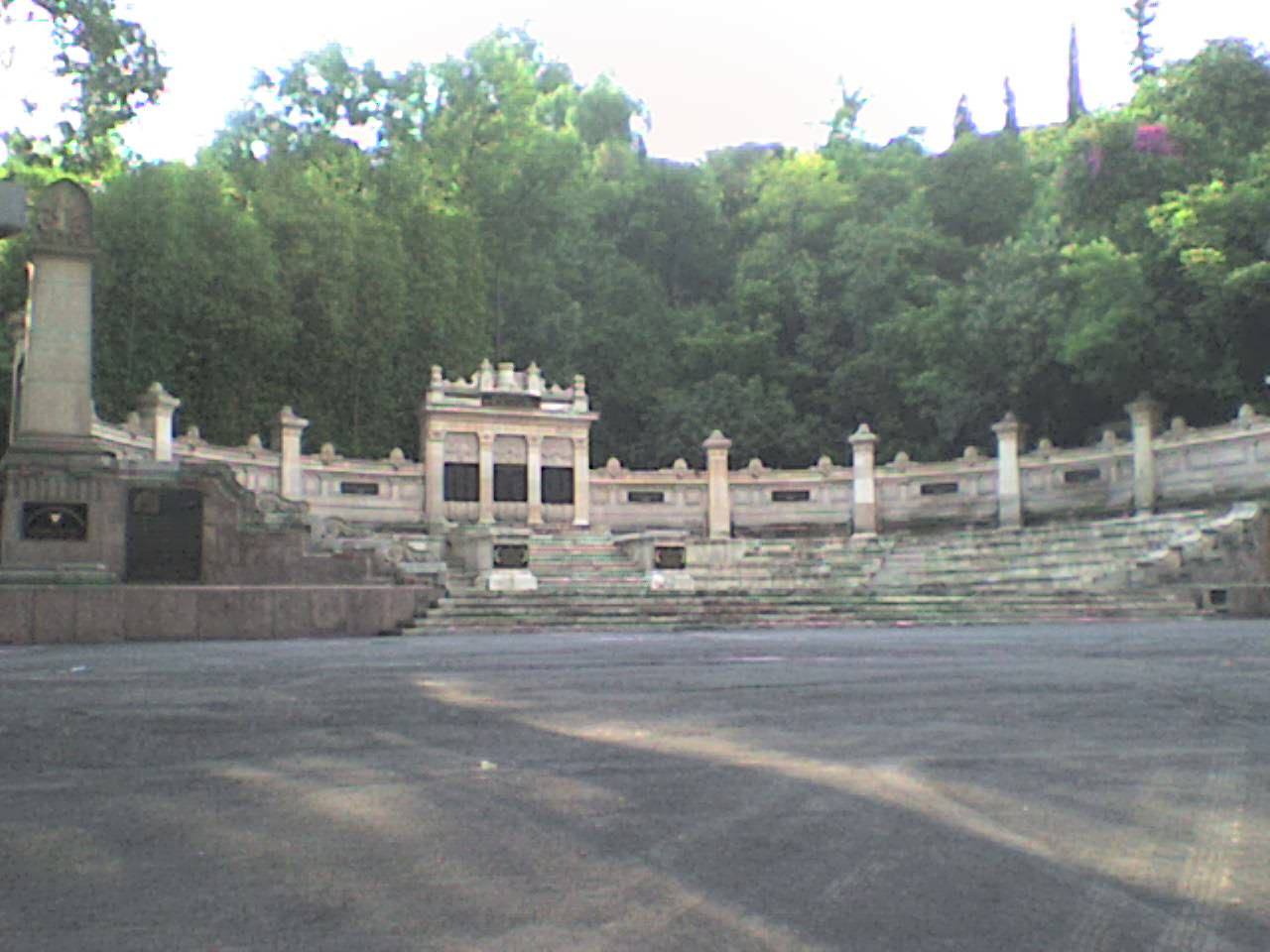
Tribuna Monumental. Monumento dedicado al Escuadrón 201 y a la Fuerza Aérea Expedicionaria Mexicana, ubicado en Chapultepec, México, D.F.

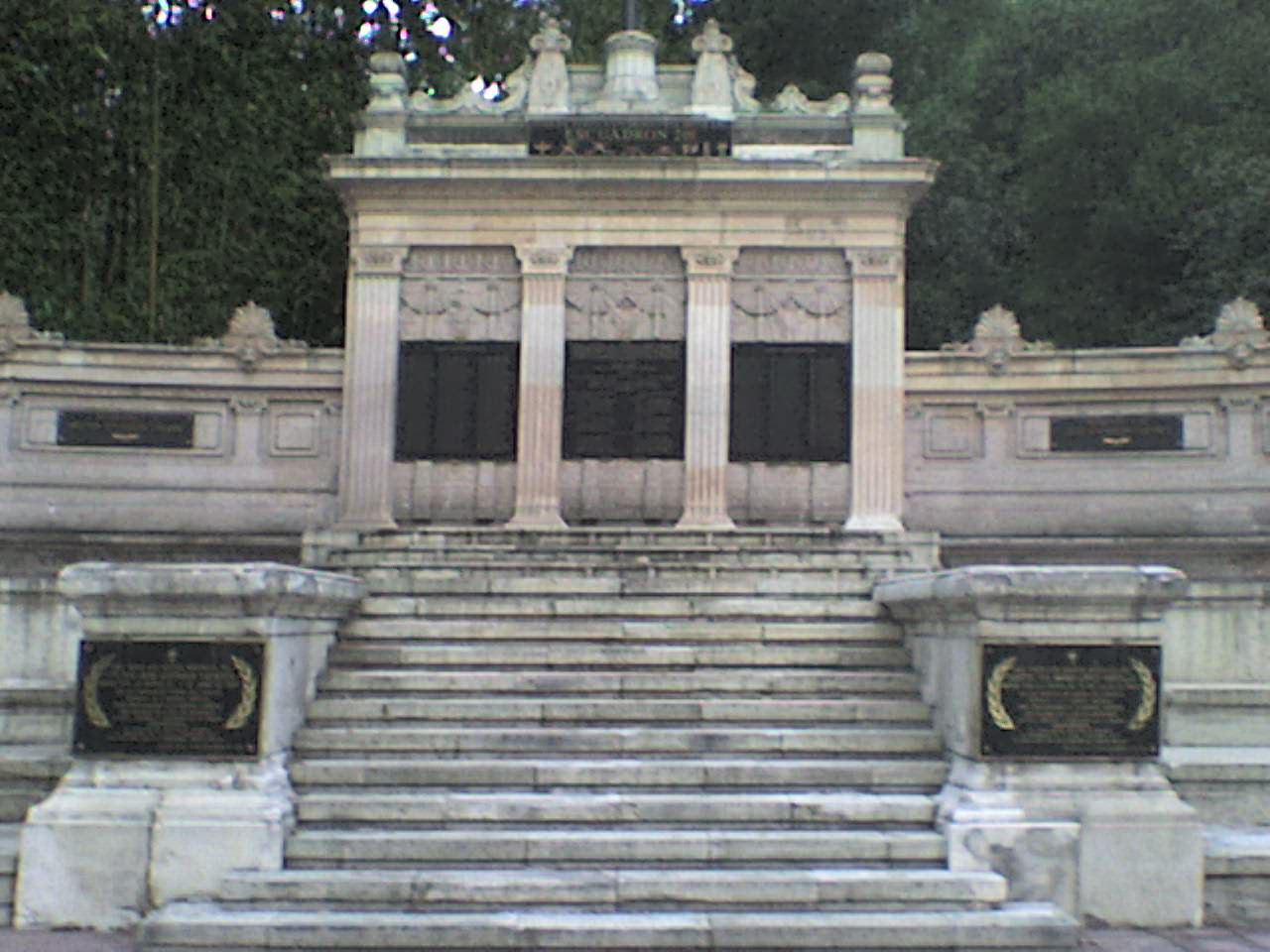
Tribuna Monumental. Detalle central, donde fueron colocados los restos de los pilotos aviadores caídos en el frente Mario López Portillo y José Espinosa Fuentes el 18 de noviembre de 2002.

Fuerza Aérea Expedicionaria Mexicana (FAEM) fue la unidad de la aviación militar que representó a México en la Segunda Guerra Mundial al lado de los países Aliados contra las Potencias del Eje. Con este nombre se designó al conjunto de pilotos, mecánicos, armeros y personal de apoyo que se adiestraba en los Estados Unidos desde julio de 1944 para participar en la contienda, hasta ese entonces denominado Grupo de Perfeccionamiento de Aeronáutica. Los pilotos aviadores conformaron el Escuadrón 201.
La cámara de senadores de México autorizó el día 29 de diciembre de 1944 el envío de tropas a combate.
Con fundamento en la orden 8,606 de la Dirección de Aeronáutica de la Secretaría de la Defensa Nacional, la unidad causó alta oficialmente el 1 de enero de 1945; quedó organizada de la siguiente forma: Mando, Grupo de Comando, Escuadrón 201 y Grupo de Reemplazos, esquema adoptado para actuar en consonancia con la planilla orgánica de un escuadrón de caza estadounidense pero al amparo de su propia bandera y con mando mexicano; para tal efecto, se nombró al coronel P.A. Antonio Cárdenas Rodríguez como su comandante.
Fue adiestrada la FAEM en diversas bases aéreas de los Estados Unidos y a la conclusión del entrenamiento, fue abanderada por el Subsecretario de la Defensa Nacional, general Francisco L. Urquizo el 23 de febrero de 1945 en la base de Major´s Field en Greenville, Texas. 
Partió del puerto de San Francisco el 27 de marzo al frente del Pacífico por vía marítima en el transporte Fairisle de la marina estadounidense para colaborar con las fuerzas aliadas en la liberación de las Islas Filipinas, ocupadas por el Japón. A su llegada a Manila, el 30 de abril de 1945, fue recibido el Coronel Cárdenas por el general Douglas MacArthur, comandante supremo de las fuerzas aliadas en el Pacífico y la FAEM estableció su campamento en el campo Clark, ubicado en la municipalidad de Porac, en la provincia de Pampanga, en la isla de Luzón, quedando encuadrada en el 58.º Grupo de Cazas, del 5.º Comando de Cazas, de la 5.ª Fuerza Aérea de los Estados Unidos.
Su elemento operativo, el Escuadrón 201, comandado por el Capitán 1.º P.A. Radamés Gaxiola Andrade, llevó al cabo 59 misiones de combate, en Luzón y Formosa, de las que 50 fueron calificadas de exitosas, para una efectividad del 85%, lanzó 252 bombas de propósito general de 1000 libras y se dispararon 138 652 cartuchos de ametralladora calibre .50. Las estadísticas demuestran la efectividad del escuadrón a pesar del corto tiempo de su actuación en combate, de junio a agosto de 1945, lapso en el cual perdieron la vida 5 de sus integrantes. Concluida la guerra, la FAEM regresó a México y fue recibida con un acto multitudinario en la Plaza de la Constitución de la Ciudad de México el 18 de noviembre de 1945. 
La Fuerza Aérea Expedicionaria Mexicana es la única unidad militar mexicana que ha combatido fuera del territorio mexicano.

## Estructura de mando
El Estado Mayor de la Fuerza Aérea Expedicionaria Mexicana quedó como sigue:
Comandante de la Fuerza Aérea Expedicionaria Mexicana

Cor. P.A. Antonio Cárdenas Rodríguez
Alto Mando

Tte. Cor. Alfonso Gurzan Farfan

Mayor Enrique Sandoval Castarrica

Cap. P.A. Roberto Salido Beltrán

Tte. Cor. Arthur B. Kellond (U.S.A.A.F.)

Mayor MC Ricardo Blanco Cancino

Mayor Guillermo Linage Olguin

Escuadrón de Pelea 201

Cap. P.A. Radamés Gaxiola Andrade
Grupo de Reemplazo de Pilotos

Mayor P.A. Rafael J. Suárez Peralta

Teniente Armando Rodríguez Contreras